# Provincie Širibeši
Provincie Širibeši (japonsky: 後志国; Širibeši no kuni) byla krátce existující japonská provincie ležící na ostrově Hokkaidó. Na jejím území se dnes rozkládá podprefektura Širibeši bez odkresu Abuta, ale se severní částí podprefektury Hijama.
Provincie vznikla 15. srpna 1869 ze 17 okresů. V roce 1872 při sčítání lidu činila populace provincie 19 098 osob. V roce 1882 byly provincie na ostrově Hokkaidó zrušeny.

## Okresy
- Kudó (久遠郡)
- Okuširi (奥尻郡)
- Futoru (太櫓郡) – zrušený 1. dubna 1955, když se vesnice Futoru spojila s městem Tósetana z okresu Setana, a tak vzniklo město Kitahijama
- Setana (瀬棚郡)
- Šimamaki (島牧郡)
- Succu (寿都郡)
- Utasucu (歌棄郡) – zrušený 15. ledna 1955, když se vesnice Utasucu včlenila do města Succu v okrese Succu a vesnice Neppu se spojila s vesnicí Kuromacunai v okrese Succu a částí vesnice Tarukiši do Sanwa (dnes město Kuromacunai)
- Isoja (磯屋郡, dříve psaný 磯谷郡)
- Iwanai (岩内郡)
- Furuu (古宇郡)
- Šakotan (積丹郡)
- Bikuni (美国郡) – zrušený 30. září 1956, když bylo město Bikuni začleněno do města Šakotan v okrese Šakotan.
- Furubira (古平郡)
- Joiči (余市郡)
- Ošoro (忍路郡) – zrušený 1. dubna 1958, když byla ves Šioja začleněna do města Otaru
- Takašima (高島郡) – zrušený 1. září 1940, když bylo město Takašima začleněno do Otaru
- Otaru (小樽郡) – zrušený 1. září 1940, když byla vesnice Asato začleněna do Otaru